# Hal Newhouser

Harold Newhouser, dit Hal Newhouser (20 mai 1921 - 10 novembre 1998), est un ancien joueur américain de baseball ayant évolué en Ligue majeure de baseball de 1939 à 1955. Il est élu au Temple de la renommée du baseball en 1992. 

## Carrière
Natif de Détroit (Michigan), Hal Newhouser signe chez les Tigers à l'âge de 18 ans. Il fait ses débuts en Ligue majeure dès la fin de saison 1939 (29 septembre). Durant ses premières saisons, il peine à trouver un bon contrôle mais corrige ce défaut dès la fin de la Seconde Guerre mondiale. Il signe ainsi 29 victoires pour 9 défaites en 1944. Il est désigné MVP de la saison en Ligue américaine, titre qu'il remporte encore en 1945. Avec le retour des grandes vedettes du jeu mobilisées pour la guerre (Newhouser est réformé pour un problème au cœur), beaucoup s'interrogent sur le niveau de Newhouser. En réponse aux sceptiques, il lance 29 victoires pour 6 défaites avec une moyenne de points mérités de 1,94. Malgré sa position de leader dans ces deux bilans statistiques, il n'est que deuxième au vote MVP, devancé par Ted Williams.
Newhouser figure parmi les meilleurs lanceurs de la Ligue durant les cinq saisons suivantes. Il termine sa carrière chez les Cleveland Indians comme lanceur de relève et participe à la conquête du fanion de la Ligue américaine 1954 avec les Indians.
Après sa carrière de joueur, Newhouser devient recruteur pour les Houston Astros, les Baltimore Orioles, les Cleveland Indians et les Detroit Tigers.
La franchise des Tigers retire son numéro 16 en 1997, un an avant son décès.